# 24520 Abramson
24520 Abramson este un asteroid din centura principală de asteroizi.

## Descriere
24520 Abramson este un asteroid din centura principală de asteroizi. A fost descoperit pe 1 februarie 2001 la Socorro, New Mexico, în cadrul proiectului LINEAR. Asteroidul prezintă o orbită caracterizată de o semiaxă mare de 2,44 ua, o excentricitate de 0,18 și o înclinație de 6,4° în raport cu ecliptica.